# Lizzy van Hees
Lizzy van Hees (Haarlem, 4 maart 1990) is een Nederlands journalist, podcastmaker en schrijver.

## Levensloop
Van Hees werd in Haarlem geboren en getogen als middelste van drie kinderen. Na haar middelbareschooltijd verhuisde ze naar Amsterdam, waar ze een bachelordiploma Engelse Taalkunde behaalde aan de Vrije Universiteit, gevolgd door de master Amerikanistiek aan de Universiteit van Amsterdam.
Na haar studietijd liep ze stage bij KRO-NCRV, waar ze hoofdredacteur op de redactie van Eva Jinek was. In 2021 en 2024 werkte Lizzy als co-auteur van Eva Jinek mee aan de boeken Droom groot en Droom groot 2.
Samen met kookboekenauteur Emma de Thouars maakt Van Hees sinds 2024 de podcast Steeds meer Singles, over het toenemend aantal alleenstaanden in Nederland. In februari 2025 verscheen hun boek Single - alles wat je moet weten om een buitengewoon leven voor jezelf op te bouwen bij uitgeverij Meulenhoff.